# Fujiko Yamamoto
Fujiko Yamamoto (in giapponese 山本 富士子?; Nishi-ku, 11 dicembre 1931) è un'attrice giapponese.

## Biografia
Diplomatasi alla Kyoto Ōki High School, dopo aver vinto nel 1950 il titolo di Miss Giappone, vanta più di 100 apparizioni in produzioni cinematografiche dal 1953 al 1963. Dopo quell'anno (non gli venne rinnovato dopo lunghe polemiche il contratto dalla Daiei Motion Picture Company), comparve in numerosi produzioni televisive. Ha collaborato anche col regista Kōzō Saeki.

## Filmografia parziale

### Cinema
- Kinsei mei shôbu monogatari: Hana no Kôdôkan, regia di Kazuo Mori (1953)
- Zoku Tange Sazen, regia di Masahiro Makino (1953)
- Nippon sei, regia di Kôji Shima (1953)
- Tange Sazen, regia di Masahiro Makino (1953)
- Onna keizu: Yushima no shiraume, regia di Teinosuke Kinugasa (1955)
- Suzakumon, regia di Kazuo Mori (1957)
- Chûshingura, regia di Kunio Watanabe (1958)
- Hitohada kujaku, regia di Kazuo Mori (1958)
- Fiori d'equinozio (Higanbana), regia di Yasujirô Ozu (1958)
- Shirasagi, regia di Teinosuke Kinugasa (1958)
- Jokyô, regia di Kon Ichikawa, Yasuzô Masumura e Kôzaburô Yoshimura (1960)
- Watashi wa nisai, regia di Kon Ichikawa (1962)
- Yukinojô henge, regia di Kon Ichikawa (1963)